# 蒙爱军
蒙爱军（1964年10月—），男，水族，贵州荔波人，中华人民共和国政治人物。现任贵州省文史研究馆副馆长。第十四届全国政协委员。